# Codice d'onore (film 1981)
Codice d'onore (Le choix des armes) è un film del 1981 diretto da Alain Corneau.